# Allison (banda)
Allison é uma banda mexicana de rock alternativo. Erik sugeriu o nome depois de ler um poema sobre o verdadeiro significado do amor: "Allison é a garota que você ama e ama você, porém ainda não a conhece", diz Erick.

## Integrantes
Atuais
- Erik Canales - voz e guitarra rítmica
- Alfredo Percástegui Loeza "Alfie"- baixo
- Abraham Fear "Jarquin" - guitarra principal
- Diego Stommel - bateria

Anterior
- Juan Angeles - bateria
- Gabriel Arroyo - bateria
- (desconocido) - guitarra principal
- Omar Zarejb - guitarra principal
- Esteban Agama - guitarra principal
- Manuel "Manolín" Avila - baixo e backing vocals

## Discografia

### Álbuns
- 2005: Alison Demo EP
- 2006: Allison (relançado en 2007)
- 2008: Memorama
- 2011: 120Km/h
- 2016: Todo está encendido

### Singles
- Frágil (2006)
- Aquí (2006)
- Me Cambió (2007)
- Ya No Te Amo (2007)
- 80`s (2007)
- Amor Eterno (2008)
- Memorama (2008)
- Baby Please (2008)
- Algo que decir (2009)
- Luna Amarga (2013)
- Matar o morir (feat. TSS) (2014)
- 120Km/h (2015)
- Vamos otra vez (2015)
- Señorita a mi me gusta su style (2015)
- Tú (2016)
- Miedo (2017)
- Asesino (2017)